# Соломенников, Ефим Иванович
Ефи́м Ива́нович Соломе́нников (1898—1986) — Герой Советского Союза (1945). Участник Гражданской войны и конфликта на Китайско-Восточной железной дороге (1929). Участник Великой Отечественной войны. Сержант.

## Биография
Родился в 1898 году в деревне Дряхлы (ныне село Уральское) Осинского уезда Пермской губернии в крестьянской семье. Русский.
Окончил начальную школу. В 1920 году в Сибири вступил в ряды Красной Армии (РККА). Воевал в 5-й отдельной Кубанской кавалерийской бригаде, где командирами полков были К. К. Рокоссовский и М. М. Якимов. Участвовал в разгроме барона Унгерна в Забайкалье и Монголии. В 1922 году демобилизовался, и остался жить в Бурятии, в селе Бичуре. Работал в милиции, сплавщиком леса. Женился на Белых Марии Сергеевне. Осенью 1929 года во время вооружённого конфликта на КВЖД был призван в 105-й стрелковый полк РККА, участвовавший в боевых действиях в районе реки Аргунь. После демобилизации вернулся в Бичуру. Работал в колхозе «Красная Звезда» разнорабочим, шофёром. Перед Великой Отечественной войной был заведующим отделением Сельхозснаба Бичурского района Бурят-Монгольской АССР.
В феврале 1942 года Ефим Иванович был вновь призван в ряды РККА. После короткой подготовки в запасном полку в Забайкалье в составе маршевой роты был направлен под Москву, потом под Тулу. С мая 1942 года воевал на Орловском направлении наводчиком орудия в 896-м стрелковом полку 211-й стрелковой дивизии. В одном из боёв в июле 1942 года расчёт Соломенникова подбил шесть танков, сам он был ранен, но не покинул поля боя. За мужество и героизм был награждён орденом Отечественной войны 2-й степени. В июле 1943 года на Орловско-Курском направлении был ранен вторично. После госпиталя воевал на Ленинградском фронте командиром отделения 5-й стрелковой роты 546-го стрелкового полка 191-й стрелковой дивизии. В боях на Карельском перешейке получил медаль «За отвагу».
25 июля 1944 года 5-я стрелковая рота в передовом эшелоне форсировала реку Нарву в районе города Нарва. На середине реки лодка, в которой находился Соломенников, была уничтожена огнём противника. Несмотря на лёгкое ранение, Ефим Иванович вплавь достиг противоположного берега и, вступив в бой, первым ворвался во вражеские траншеи, в рукопашной схватке уничтожил двух офицеров противника и двух захватил в плен. Отделение удерживало занятые позиции до подхода основных сил роты. Расширяя плацдарм, взвод, куда входило отделение Соломенникова, предпринял атаку на позиции врага, но был остановлен шквальным огнём. Выбыл с поля боя командир взвода. Сержант Соломенников принял командование и, бросив взвод вперёд, ворвался в дзот и в рукопашной схватке лично уничтожил вражеский огневой расчёт. Бойцы взвода захватили три орудия, уничтожив до тридцати немецких солдат. В этом бою Соломенников вновь был ранен, но не покинул поля боя до приказа командира батальона. В госпитале из писем однополчан он узнал, что 30 июля командиром полка был представлен к званию Героя Советского Союза. Три месяца спустя, по возвращении из госпиталя, был направлен командиром отделения разведроты 946-го стрелкового полка 142-й стрелковой дивизии.
Указом Президиума Верховного Совета СССР от 24 марта 1945 года за образцовое выполнение приказов командования и проявленные при этом мужество и героизм сержанту Соломенникову Ефиму Ивановичу присвоено звание Героя Советского Союза с вручением ордена Ленина и медали «Золотая Звезда» (№ 4710).
День Победы встретил в Польше, под Варшавой. В 1945 году демобилизовался и вернулся в Бурятию.
Работал лесничим Гочитского лесничества. Жена Мария умерла после продолжительной болезни. Женился на Варваре. К сожалению, детей в обоих браках не было. Выйдя на пенсию занимался пчеловодством на пасеке колхоза «Рассвет».
Жил в Бичуре, активно участвовал в работе ветеранской организации, был желанным гостем школьников и молодёжи, часто приезжал в Улан-Удэ по приглашению обкома комсомола. Умер Ефим Иванович Соломенников 23 января 1986 года. Похоронен с воинскими почестями в Бичуре на центральном кладбище.
В преддверии 70-летия Победы над фашизмом 8 мая 2015 года в центре села Бичура в Парке Победы торжественно открыт бронзовый бюст Герою Советского Союза Соломенникову Ефиму Ивановичу.

## Память
- В селе Бичура ежегодно проходит республиканский турнир по боксу памяти Героя Советского Союза Е. И. Соломенникова[1].
- Одна из улиц села Бичура носит имя Е. И. Соломенникова.
- В 2016 году Бичурская школа № 4 названа именем Е. И. Соломенникова[2].
- Дряхловская (ныне Уральская) школа носит имя Героя Советского Союза Е. И. Соломенникова.
- В Бичурском районном историко-краеведческом музее одна из центральных экспозиций посвящена Герою Советского Союза Соломенникову Ефиму Ивановичу.